# Fileto de Antioquia
Fileto de Antioquia foi bispo de Antioquia entre 218 ou 220 e 231 d.C., sucessor de Asclepíades na Igreja de Antioquia, segundo Eusébio de Cesareia. Seu episcopado coincidiu com os imperadores romanos Elagábalo e Alexandre Severo.